# Jean Marie Joseph Ingres
Jean-Marie-Joseph Ingres, nacido en 1754 en Toulouse y fallecido el 14 de marzo de 1814 en Montauban, fue un escultor, pintor y decorador francés. Padre de Jean Auguste Dominique Ingres.

## Datos biográficos
Jean-Marie-Joseph Ingres nació en Toulouse en 1754 en una casa en el Saint Faubourg-Cyprien, hijo de Pierre-Guillaume Ingres, sastre, y Mary-Anne Pradal.
Entró con once años en la Academia de Toulouse, donde entre sus profesores se incluyeron al escultor François Lucas, el pintor Antoine Rivalz y el arquitecto Labat de Savignac.
Establecido desde 1775 en Montauban, se casó, el 12 de agosto de 1777, con Anne Moulet , hija de un barbero en la ciudad. Trabajó para la decoración interior de muchos edificios, incluyendo el Hotel Episcopal (desde 1854 Museo Ingres de Montauban ). Modeló también varias estatuas en terracota para la ornamentación de jardines. Como pintor, tiene un Cristo crucificado en la iglesia parroquial de Villebrumier. Murió en Montauban el 14 de marzo de 1814.
Fue el padre del pintor Jean Auguste Dominique Ingres , nacido en 1780. 

## Obras
Entre las mejores y más conocidas obras de Jean-Marie-Joseph Ingres se incluyen las siguientes:
- Decoración interior de muchos edificios en Montauban.
- Decoración interior del Hotel Episcopal - Museo Ingres de Montauban.
- Estatuas de terracota para la ornamentación de jardines.
- Pintura de Cristo crucificado en la iglesia parroquial de Villebrumier.